# Neogardneria murrayana
Neogardneria murrayana là một loài thực vật có hoa trong họ Lan. Loài này được (Gardner ex Hook.) Schltr. ex Garay mô tả khoa học đầu tiên năm 1973.

## Hình ảnh

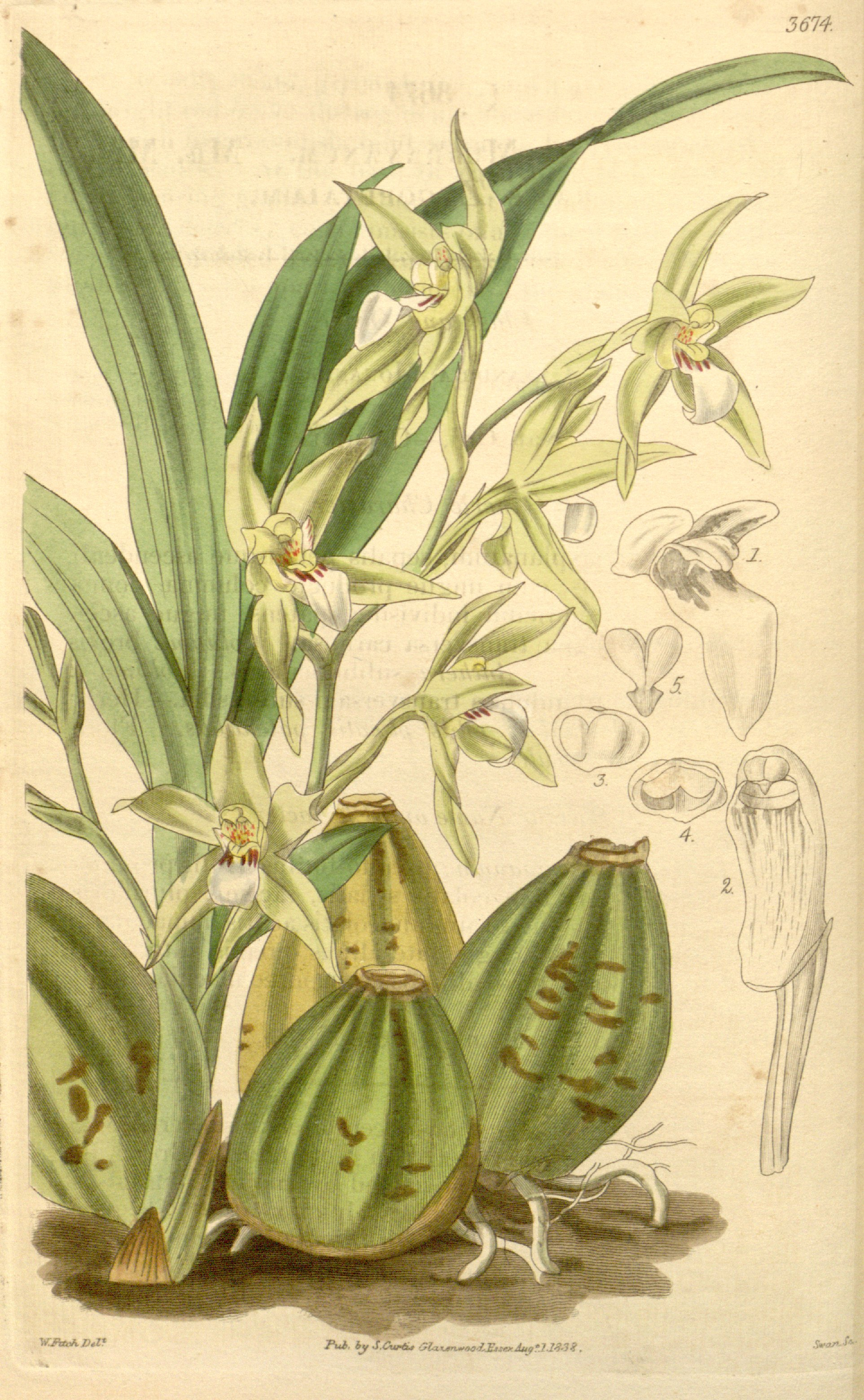
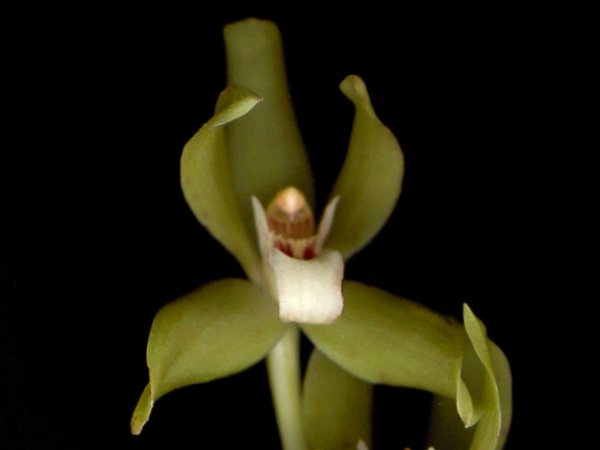